# Agrypon coarctatum
Agrypon coarctatum là một loài tò vò trong họ Ichneumonidae.